# Essad Bey
Lev Nussimbaum, meglio noto con gli pseudonimi di Məhəmməd Əsəd bəy e Kurban Said (disputato) (Baku o Kiev, 17 ottobre 1905 – Positano, 27 agosto 1942), è stato uno scrittore azero di origini ebraiche.

## Biografia
Nacque a Baku (secondo altri a Kiev) da una ricca famiglia di petrolieri di origini ebraiche, emigrata nel Caucaso a fine Ottocento a causa dei pogrom zaristi. Cresciuto con una governante tedesca, studiò nel locale Imperiale Liceo Russo e più tardi all'Università di Berlino, divenendo presto un noto poliglotta e scrittore in lingua tedesca assai prolifico. Impressionato sin dalla fanciullezza dalle rovine degli antichi palazzi dell'emiro di Baku, fu attratto dalla civiltà musulmana, e si convertì all'Islam nella sede dell'ambasciata turca di Berlino a soli 17 anni. Tuttavia, alcuni biografi hanno suggerito che la conversione fosse dovuta a motivi opportunistici. Lev non solo abbracciò l'Islam, cambiò nome e si fece ritrarre col fez, ma si inventò letteralmente una nuova identità cui restò fedele sino alla fine. A Berlino, a New York, a Vienna e infine in Italia, diventò il principe turco musulmano Essad Bey che si propose, forte di solidi studi compiuti tra mille sacrifici nella facoltà orientalistica di Berlino, come brillante esperto di cose islamiche, collaborando con successo e fama crescenti a numerose riviste letterarie e scientifiche della Germania di Weimar. Più tardi, quando nella Germania hitleriana la sua vera identità venne scoperta, Lev-Essad continuò a pubblicare sotto pseudonimo ancora in piena seconda guerra mondiale, e persino nel suo ultimo rifugio, l'Italia fascista, dove trovò altolocate amicizie.
C'è una grande tragedia nella biografia di Lev-Essad: i bolscevichi, conquistando Baku e l'Azerbaigian, determinarono la fine delle fortune del padre e la perdita di tutto. Padre e figlio cacciati da Baku, iniziarono la vita difficile dei profughi della rivoluzione. Approdarono prima a Istanbul, nell'ultimissimo periodo del califfato anteriore alla svolta repubblicana di Atatürk, poi a Berlino; quindi in America a seguito di un matrimonio (rivelatosi presto infelice) con la figlia di un ricco imprenditore americano; subito dopo Lev-Essad tornò in Europa e arrivò a Vienna – ormai abbandonato dalla moglie - dove fu sorpreso dall'Anschluss e dove il padre fu più tardi catturato e deportato dai nazisti. Infine riparò in Italia dove si spense lentamente per una malattia inguaribile a Positano, a soli 37 anni. La tragedia nella tragedia fu però un'altra ancora: la madre, una rivoluzionaria bolscevica che Lev-Essad praticamente non nomina mai, era divenuta amica di quello Stalin che – ancor giovane agitatore comunista nel Caucaso - fu ospite a Baku della casa dei Nussimbaum per qualche mese. La madre in seguito morì in circostanze non chiare, ignote o tenute nascoste dai parenti anche al giovane Lev, sembra comunque suicida. Lev-Essad, autore fra l'altro di una corrosiva biografia di Stalin, scrisse: «Quell'uomo mi ha portato via la casa, la madre, tutto». Altri tuttavia sostengono che anche questa fosse un'invenzione: la vera madre di Lev sarebbe stata Alice Schulte, la "governante" che gli fu vicina fino alla morte e a cui egli lasciò tutto nel testamento autografo. 

Dopo il ‘33 - espulso dall'Unione degli scrittori tedeschi (benché i suoi libelli anti-comunisti apparissero tra le letture raccomandate ai giovani nazisti e aspiranti squadristi fino a poco prima) e in fuga dall'Austria annessa alla Germania - approdò in Italia. Qui, si adoperò a lungo, grazie a insperate amicizie nelle alte sfere del fascismo (tra cui Giovanni Gentile), per ottenere da Mussolini un colloquio, negato sembra solo all'ultimo momento, e il benestare a comporre una biografia del Duce. 
Ulteriore aspetto da segnalare è il successo italiano dello scrittore: in quei tempi quasi tutti i suoi libri più importanti – romanzi e biografie di Lenin e Stalin, di Nicola II, di Reza Shah Pahlavi, vari saggi sulla Russia e sul mondo islamico - vengono puntualmente tradotti in italiano da vari editori (tra cui Sonzogno, Bemporad, Treves). Il suo ormai notissimo e adamantino anticomunismo funzionò, anche dopo l'approvazione delle leggi razziali, come una sorta di garanzia e salvacondotto: Lev-Essad, la cui origine ebraica dopo i dubbi iniziali era ormai ben nota alla polizia fascista, non fu mai imprigionato né rispedito in Germania, ma solo discretamente controllato, quindi progressivamente isolato e infine confinato a Positano dove, corroso dalla malattia, terminò i suoi giorni.

## Essad Bey e il suo ambiente
L'antefatto dell'esilio può spiegare uno degli aspetti più sconcertanti della vita intellettuale dì Lev-Essad: la sua aperta simpatia per il fascismo e per il nazismo nascenti, in cui vide una forza sana e vigorosa, l'unica in grado di fare argine alla “barbarie rossa”, ai “banditi” come Stalin e la GPU (la famigerata polizia politica sovietica, cui Lev-Essad dedica un approfondito saggio, pare basato su documenti di prima mano). Anche nel breve soggiorno americano negli anni trenta Lev-Essad si fece notare per la vicinanza a intellettuali americani di origine tedesca dalle aperte simpatie nazionalsocialiste.
La sua biografia, come si vede, è piena di contraddizioni: un ebreo-turco che vede la propria identità ri-compresa, e poi definitivamente superata, in quella islamica che egli assume definitivamente senza remore (negò sempre le sue origini ebraiche, pur continuando a vivere a Berlino col padre ebreo); un sincero ammiratore della Destra estremista europea in chiave anti-comunista, a dispetto delle sofferenze e delle persecuzioni di cui lui stesso, seppure marginalmente, fece esperienza tra Vienna e l'Italia; un convinto, romantico ammiratore dei grandi imperi (russo, austro-ungarico, ottomano) caduti con la prima guerra mondiale, che si ritrovò poi a suo perfetto agio nelle repubblica di Weimar, che ammirava l'Italia fascista e il suo Duce (ma non l'America, il cui spirito gli restò estraneo e incomprensibile); un fautore dell'idea panislamica e del califfato universale – nettamente contrario al fiorire del nazionalismo turco, arabo ecc. di quei tempi - che poi si ritrovò irretito da ideologie che molto dovevano proprio al nazionalismo e al razzismo.
Ma è soprattutto la sua nuova identità islamica - vissuta, anche nei suoi romanzi a sfondo autobiografico (in particolare Ali e Nino, tr. it. NET-Saggiatore, Milano 2002), con ingenua idealizzazione - a mostrarci un aspetto del tutto inopinato. Ulteriore aspetto notevole, nella biografia dell'ex-ebreo e “principe musulmano” che si dichiarava un “monarchico e maomettano” convinto, è la sua visione romantico-conservatrice dell'Islam visto come ultima diga  contro quel mondo europeo, in fondo contro la modernità, che stava in quegli anni letteralmente stravolgendo i connotati del Vicino Oriente; un Islam che è visto insomma da Lev-Essad come unica barriera rimasta, dopo il crollo dei grandi imperi e delle vecchie monarchie, a salvaguardia di un mondo, di una tradizione e dei suoi valori.
Ali e Nino, il suo più celebre romanzo ambientato a Baku, cominciava con la domanda: ma noi di Baku siamo europei o orientali? C'è sempre in Lev-Essad – elemento centrale della sua personalità - la percezione di stare sul confine tra due mondi, tra due epoche, tra due universi, tra due culture, confine che passa per la sua stessa biografia ma anche all'interno della sua anima. La sua stessa "patria", l'Azerbaigian turco, è in realtà – come il resto del Caucaso - un crogiolo di razze e di lingue: turchi, persiani, armeni, russi, georgiani, osseti; ai musulmani si mescolano ebrei, cristiani e zoroastriani. C'è in Lev-Essad una vivissima coscienza razziale, ma in lui non vibra nessuna passione per il nazionalismo: il protagonista musulmano del romanzo citato si innamora di una bella cristiana georgiana, ha come amici armeni, turchi, persiani ecc.; è innamorato dell'oriente musulmano, ma insieme irresistibilmente affascinato dalla moderna Europa cristiana, pur se alla fine muore difendendo con le armi la vecchia Baku turca dall'assalto finale dei Russi. Nell'Azerbaijan di oggi il suo Ali e Nino è considerato una sorta di epos nazionale, ma si nega che Essad Bey e l'ebreo Lev Nussimbaum siano la stessa persona.

## Opere
- Blood and Oil in the Orient (1930, riedito da Aran Press, 1997)
- Twelve Secrets of the Caucasus (1930)
- Stalin: The Career of a Fanatic (1931)
- White Russia: Men Without a Homeland (1932)
- OGPU: The Plot Against the World (1932)
- Nicholas II: The Prisoner in Purple (1935)
- Reza Shah (1938)
- Allah is Great: The Decline and Rise of the Islamic World (1936) (con Wolfgang von Weisl)
- Mohammed (Essad-Bey book) (1936)
- Lenin (1937)
- Ali and Nino: A Love Story (1937, riedito da Anchor, 2000, ISBN 0-385-72040-8)
- Reza Shah (Essad-Bey book) (1938)
- Girl from the Golden Horn (1938, riedito da Overlook Press, 2001), ISBN 1-58567-173-8

### Traduzioni italiane
- Essad Bey, Dodici misteri nel Caucaso, Sonzogno, Milano 1932
- Essad Bey, La congiura contro il mondo G.P.U., Fratelli Treves, Milano 1932
- Essad Bey, L'armata bianca, Marangoni, Milano 1933
- Essad Bey, Nicola II. Splendore e decadenza dell'ultimo zar, Bemporad, Milano 1936
- Essad Bey, Lenin, Fratelli Treves, Milano 1935
- Essad Bey, L'Islam. Ieri, oggi, domani, Fratelli Treves, Milano 1937
- Essad Bey, Giustizia rossa, Sansoni, Firenze 1938
- Essad Bey, Maometto, Il profeta dell'islam, Giunti, Firenze 1999
- Essad Bey, Petrolio e sangue in Oriente, Sonzogno, Milano 1932
- Essad Bey, Stalin, Fratelli Treves, Milano 1933
- Moh. Essad Bey, Ali Khan , Editoriale ITLO, Roma 1944
- Kurban Said, Ali e Nino, Net, Milano 2003
- Kurban Said, Asiadeh, EPI, Roma 1943

### Biografie e recensioni
- "Who wrote Azerbaijan's Most Famous Novel - Ali and Nino: The Business of Literature," Azerbaijan International, Vol. 15:2-4, 366 pages in English and Azeri.
- Bacigalupo, Massimo, Chi era Essad Bey?, "Il Secolo XIX", 9 marzo 2007 <http://digilander.libero.it/biblioego/BacBey.htm>
- Carretto, Giacomo Emilio, "Il ritorno di Essad Bey", in Oriente Moderno, XXV (2006) 2, pp. 357-72.
- Fuhrmann, Wilfried, Plagiat, Lüge und Vertrauen: Wo ist Essad-Bey?, 30.10.2009 <http://www.essadbey.de/>
- Introvigne, Massimo, Essad Bey (alias Kurban Said), il turco napoletano, "il Domenicale. Settimanale di cultura" 4.35 (27 agosto 2005).
- Reiss, Tom, L'Orientalista. L'ebreo che volle essere un principe musulmano, Garzanti, Milano 2006.
- Saccone, Carlo, recensione a T. Reiss, L'Orientalista, in Quaderni di Studi Indo-Mediterranei I (2008), pp. 336-41.
- Saccone, Carlo, La ri-scrittura della vita in Essad Bey-Lev Nussimbaum, in "Archivi di Studi Indo-Mediterranei", I (2011) http://archivindomed.altervista.org/alterpages/files/6ESSAD.pdf
- Ercolino, Romolo, Essad Bey, scrittore azerbaigiano a Positano, Nicola Longobardi Editore, Castellammare di Stabia (2013).